# Radeon IGP
Radeon IGP是一款ATi晶片組，於2002年首次發佈。而ATI的第一款晶片組則是S1-370TL，支援Pentium III處理器，支援雙通道記憶體，並集成了ArtX的顯示核心。這個晶片組系列，明顯是衝着nVidia的nForce 420/220而來。這是一款整合形晶元組，意即北桥整合了顯示核心。初次發佈時公佈了兩款北桥，针对主流桌面市场的RADEON IGP 320，它支持AMD Athlon和Duron处理器，其後再推出應用於Intel处理器平臺的IGP340晶元組，功能於IGP320相似。另外一款是针对主流笔记本市场的RADEON IGP 320M，它支持移动形AMD Athlon 4和移动形Duron处理器。同時公佈了兩款南桥（ATi將南桥稱為IXP（通信处理芯片）)，IXP 200和IXP 250，两者都可以被笔记本或桌面电脑所利用。兩者分別在於IXP 250是针对商业市场而提供較高级的管理功能，例如遥控启动代理，桌面管理界面和局域网唤醒。
整合式图形芯片的結構，相當於Radeon VE的級別。它不支援硬件T&L，只有一條像素流水線。縱使效能一般，但已是最當時笔记本平台，最強的整合式顯示核心。在桌面平台方面，NVIDIA的nForce比較強，但不能應用在笔记本中。
當時，有一定數量的笔记本电脑廠商選用了該產品，作為一款新推出的晶片組，已算是了不起。背後原因，是由於整合式晶片組已集成顯示核心，省卻了獨立的顯示卡，笔记本的電池壽命就可以提升，而當時市場並沒有同類型的產品。而ATI在顯示核心的領域已具有一定的知名度，理應可以提供不錯的多媒體效果，所以廠商才會嘗試採用新產品。惠普在2002年11月宣佈會採用ATI的晶片組。Radeon IGP晶片組的南北桥是以32Bit/33MHz的接口連接，並與PCI接口相容，意味著廠商可以使用第三方南桥。由於ATI的南桥晶片並不穩定，所以有笔记本电脑廠商利用ALi的南桥取代之。而主機版廠商Sapphire，就利用VIA的VT686B南桥去配合IGP 340北桥。
驅動程式方面，催化劑 4.8已開始支援Radeon IGP的整合式顯示核心。縱使Radeon IGP並沒有在市場上盛行，但為ATI累積了不少寶貴經驗。

## Radeon IGP规格
- 支援DDR 266單通道記亿體，並可分享為整合式图形芯片的显存
- ATI POWERPLAY电源管理技术
- 支援AGP 4X接口
- 內建整合式图形芯片
  - 支援Z轴快速清空
  - 支援视频输出，和LVDS接口
  - 支持HYDRAVISION双显示輸出
  - PIXEL TAPESTRY和VIDEO IMMERSION引擎
- 3Com以太网
- 6个USB 2.0端口
- 5.1声道数字环绕声卡
- PCI 2.3扩展插槽

## Intel处理器平臺
- RADEON IGP340 - 支援Pentium 4，533/400MHzFSB
- RADEON IGP330 - 支援Pentium 4，400MHzFSB
- RADEON IGP340M - 支援Pentium 4M，400MHzFSB

## AMD处理器平臺
- RADEON IGP320 - 支援AMD Athlon和Duron，266/200MHzFSB
- RADEON IGP320M - 支援移动形AMD Athlon 4和移动形Duron，266/200MHzFSB